# Левин, Исидор Геймович
Исидор Геймович Левин (20 сентября 1919, Двинск — 24 июля 2018, Гамбург) — советский и эстонский учёный-фольклорист и культуролог еврейского происхождения. Эмерит-профессор Санкт-Петербургского института религии и философии. Доктор наук (1967).

## Биография

### Ранние годы
Родился 20 сентября 1919 года в городе Двинск (Даугавпилс (Латвия). Неполных шести лет он был отдан на учёбу в еврейскую шестилетнюю школу, где преподавание велось на древнееврейском языке, на котором ещё в быту нигде не говорили. Затем он поступил в четырёхлетнюю еврейскую гимназию. Аттестат зрелости получил лишь в 1937 году. В гимназии учителями были питомцы Иерусалимского университета. В 1937 году И. Левин поступил в Тартуский  (Дерптский)  университет Эстонии на кафедру "Еврейские науки", которая была организована по ходатайству Альберта Эйнштейна во спасения еврейских наук в Европе, когда они были ликвидированы в Германии при нацистском режиме. Тогда в Тарту был приглашён профессор Лазарь Гулькович из университета города Лайпциг. Специальностью Исидора Левина стал "Сравнительный эстонский и мировой фольклор" у профессора Вальтера Андерсона. Дополнительно он изучал библеистику и востоковедение на факультете религий  у профессора Уго Мазинга.

### Вторая мировая война
Уку Мазинг, преподаватель и наставник Левина, в доме которого он снимал комнату, вместе с женой и друзьями помогал еврею Исидору скрываться от нацистов. Однако 16 марта 1942 года Исидор Левин был арестован эстонскими властями. Он провёл три года под чужими именами в тюрьмах Эстонии, причём там приложил руку к искажению анкет при переводе ответов других заключённых, чтобы спасти их от уничтожения. Исидор Левин как узник был депортирован "маршем смерти" в концентрационный лагерь в Германию Штутгоф (У Данцига). После освобождения в 1945 году был переводчиком у советских солдат, затем смог вернуться в Тарту. Родители и все его родственники были убиты нацистами в Латвии в 1941 году. И. Левин встретился с профессором Уго Мазингом. И. Левин вскоре был арестован советскими властями. После примерно года в заключении оправдан и отпущен на свободу.

### После войны
Занимался наукой, старался создать условия, при которых эстонские учёные могли продолжать работать в условиях советского правления в Прибалтике. Сделал в СССР академическую карьеру. И. Левин окончил  аспирантуру при Институте востоковедения АН СССР в Ленинграде, в 1968 он защитил диссертацию по истории одного древневавилонского сюжета и получил степень доктора филологических наук. И. Левин имеет много научных публикаций. За научные заслуги И. Левин стал лауреатом премий в Италии, Австрии и Германии. В качестве члена "Учебная коллегия Берлина"  он подготовил методику народоведческой документации культуры языка идиш.
В 2001 получил от эстонского правительства Орден белой звезды 4-го класса "в знак признательности заслуг перед эстонским государством и народом".  Подарил Тартускому университету свою личную библиотеку. В 2012 году за вклад в культуру получил гражданство Эстонии, о котором впервые хлопотал в 1940.
С 2006 года Исидор Левин вместе со своей супругой Гизелой Шенковитц жил в Германии в Гамбурге.
24 июля 2018 года на 98 году жизни профессор Исидор Левин скончался.